# Sarià de Burmeister
El sarià de Burmeister, seriema de Burmeister o xunga (Chunga burmeisteri) és una espècie d'ocell de la família dels cariàmids (Cariamidae) que habita zones estepàries de l'est de Bolívia, el Paraguai i nord-oest de l'Argentina. És l'única espècie viva del gènere Chunga, al que també s'ha adscrit una espècie fòssil (Chunga incerta).